# Muti

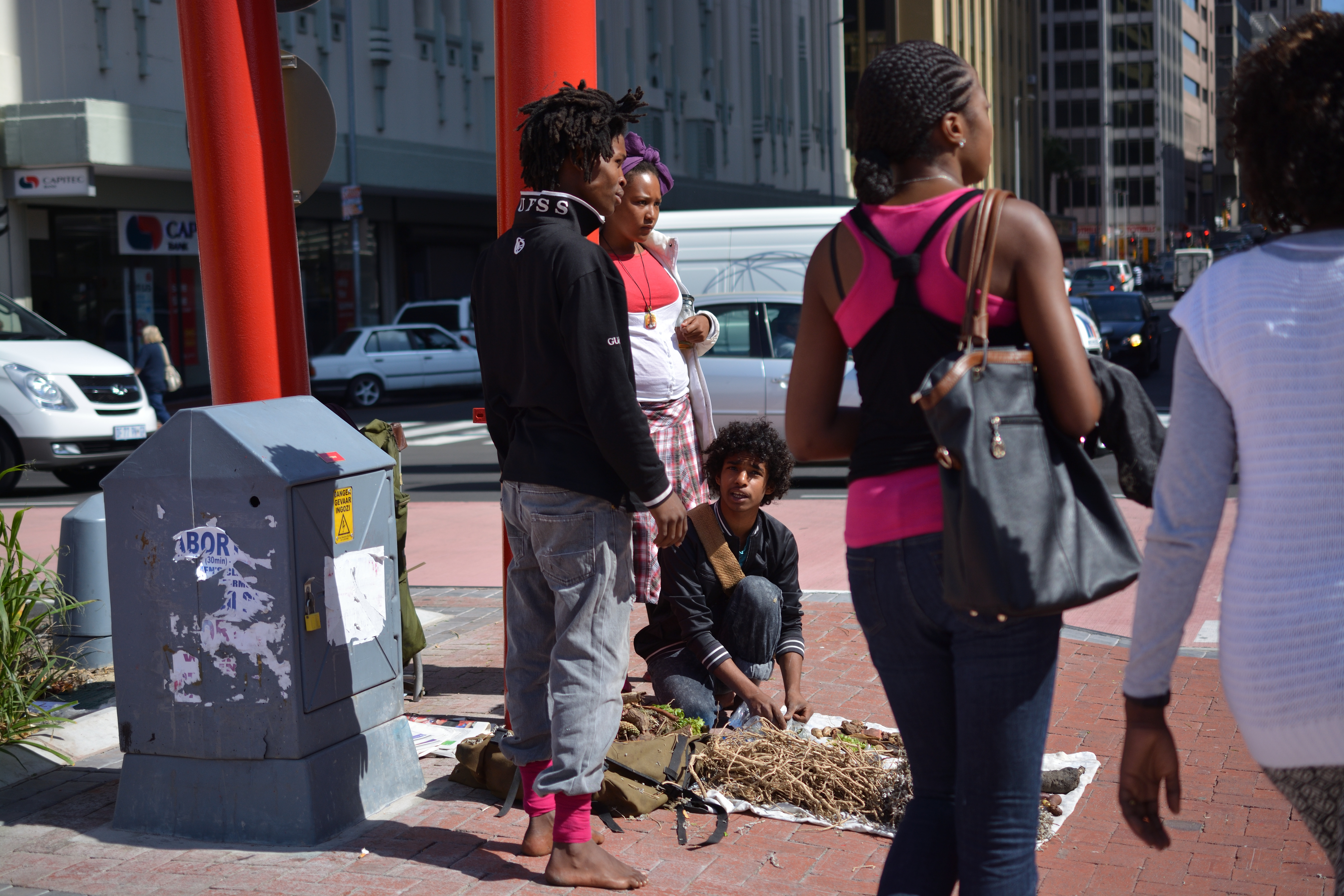
Vendedor da muti na África do Sul

## Medicina
Muti é um termo para medicamento tradicional na África do Sul. A palavra Muti deriva da palavra do dialecto Zulu árvore. A Medicina Tradicional Africana usa vários produtos naturais, muitos dos quais derivam das árvores. Por isso, os medicamentos são geralmente conhecidos como Muti. Na Africa do Sul, esta palavra é largamente usada na maioria dos dialectos indigenas africanos, bem como no Inglês da África do Sul e no Afrikaans onde por vezes é usada como calão para medicamento.

## Mutilação
Cerimónias de assassínio e mutilação associadas a alguns rituais da cultura tradicional, na África do Sul são chamados matanças Muti. As Matanças Muti, mais correctamente conhecidas como assassinatos "medicamentosos" não são sacrifícios humanos num sentido religioso, envolvem o assassinato duma pessoa para excisão de partes do corpo para incorporar como ingredientes nos medicamentos.

## Ver ainda
- Medicine murder
- Sangoma
- Traditional medicine

MuTI - Servidor de Mu Online